# Estlands frilandsmuseum
Estlands frilandsmuseum (estisk: Eesti Vabaõhumuuseum) er en rekonstrueret landsby fra Estland kyst, med kirke, værtshus, skole, møller, brandstation og tilhørende kulturlandskab. Museet dækker 79 hektar, og har tilsammen 72 forskellige bygninger. Museet ligger 8 km vest for centrum i Tallinn på Rocca al Mare. Museet blev etableret i 1957. Bygningerne kommer fra forskellige steder i Estland.

## Billeder
- Museets ældste gård: Sassi Jaani (18-19. århundrede)
- Kapel fra Sutlepa, 1800-tallet
- Jüri Jaagu gård, 1800-tallet
- Kutsari Härjapea gård, 1930-erne
- Værtshus fra Kolu, 1800-tallet
- Kahala vandmølle, 1800-tallet
- Gårdshus fra 1800-tallet
- Gårdshus fra 1800-tallet
- Sommerkøkken eller bryggerhus - om vinteren foregik madlavningen i gårdens våningshus.
- Badstue eller sauna
- Tørrehus - bl.a. til korntørring.
- Sassi Jaani gård
- Ladebygningsinteriør med kar til korn og mel.
- Ülendi vindmølle for kornmaling.